# Donald Coxeter
Harold Scott MacDonald (Donald) Coxeter CC (Londen, 9 februari 1907 – Toronto, 31 maart 2003) was wiskundige uit Groot-Brittannië, die na zijn huwelijk in 1936 naar Canada is verhuisd. Hij wordt gezien als een van de grootste meetkundigen van de 20ste eeuw.

## Leven
Coxeter was de zoon van Harold Samuel Coxeter, gestorven 1936, en Lucy Gee, gestorven 1949. Zijn vaders familie bezat een bedrijf dat medische instrumenten vervaardigde. Zijn moeder was kunstenares. Zij schilderde portretten en landschappen. Zijn vader en moeder scheidden toen Coxeter ongeveer twaalf jaar oud was, mede omdat zijn vader meer kinderen wilde, maar zijn moeder niet. Zijn vader hertrouwde in 1922 met Katie Garbler, een Duitse emigrante, die maar zes jaar ouder was dan Coxeter. Uit dit huwelijk werden drie halfzusters van Coxeter geboren.
Coxeter ging naar de King Alfred school in Hampstead en de St George school in Harpenden.
In zijn jeugd componeerde Coxeter muziek en op de leeftijd van 10 jaar was hij een volleerd pianist. Hij was van mening dat wiskunde en muziek nauw met elkaar waren verbonden en heeft zijn ideeën in 1962 verwoord in een artikel over Mathematics and Music, Wiskunde en muziek, in de Canadian Music Journal.
Hij trouwde in augustus 1936 met de Nederlandse Hendrina Brouwer. Zij emigreerden onmiddellijk na hun huwelijk naar Canada, waar Coxeter vanaf 1936 tot zijn dood in 2003 aan de Universiteit van Toronto was verbonden. Het echtpaar kreeg in 1939 en 1941 twee kinderen.

## Studie en loopbaan
Coxeter ging in de zomer van 1928 in Wenen een aantal maanden in psychoanalyse bij Wilhelm Stekel, maakte van de gelegenheid gebruik om naar de Universiteitsbibliotheek daar te gaan en leerde zo het werk van de 19e-eeuwse Zwitserse wiskunde Ludwig Schläfli kennen. De wiskunde van Schläfli heeft een grote invloed op zijn latere werk uitgeoefend.
Hij heeft onder andere aan het Trinity College in Cambridge colleges filosofie van de wiskunde van Ludwig Wittgenstein gevolgd en is na zijn doctoraat eerst nog enige tijd in Cambridge gebleven. 
Hij heeft als 'Rockefeller Fellow' een tijd door aan de Universiteit van Princeton doorgebracht, waar hij met Hermann Weyl, Oswald Veblen en Solomon Lefschetz werkte en werd in 1936 aan de Universiteit van Toronto aangesteld, waar hij in 1948 professor werd. Coxeter was van 1948 tot 1957 uitgever van het Canadian Journal of Mathematics en was ook gastprofessor aan universiteiten in Groot-Brittannië, Nederland, Italië, Oostenrijk en de Verenigde Staten.
Hij publiceerde tijdens zijn loopbaan twaalf boeken. Hij werd het meest bekend voor zijn werk over regelmatige polytopen en de meetkunde in meer dimensies. Het was in die periode de tendens om de meetkunde steeds meer op algebraïsche wijze te benaderen, maar Coxeter stond juist de klassieke aanpak van de meetkunde voor. Coxeter, MS Longuet-Higgins en JCP Miller waren de eersten die in 1954 een volledige lijst van de uniforme veelvlakken opstelden. Hij werd in 1950 Fellow of the Royal Society.
Coxeter ontmoette Maurits Escher en raakte met hem bevriend. Coxeters werk over meetkundige figuren heeft Escher in sommige van zijn werken geïnspireerd, vooral in de serie de cirkellimiet, die op een hyperbolische betegeling was gebaseerd, maar hij heeft ook Buckminster Fuller geïnspireerd.
Coxeter werd in 1990 tot buitenlands lid van de American Academy of Arts and Sciences benoemd, ontving in 1997 de Sylvester Medal van de Royal Society en werd benoemd als lid van de Orde van Canada.

## Werken
- 1940 – Regular and Semi-Regular Polytopes I. voor Mathematische Zeitschrift, 46, 380-407, MR 2,10
- 1942 – Non-Euclidean Geometry, en herdrukken
- 1948 – Regular Polytopes, herdruk in 1963 en 1973
- 1949 – The Real Projective Plane
- 1954 – met MS Longuet-Higgins en JCP Miller, Uniform polyhedra, in Philosophical Transactions of the Royal Society A, 246 A, 401–50
- 1961 – Introduction to Geometry
- 1965 – Non-Euclidean Geometry
- 1967 – met SL Greitzer. Geometry Revisited
- 1974 – Projective Geometry
- 1974 – Regular Complex Polytopes
- 1982 – met P Du Val, HT Flather en JF Petrie. The Fifty-Nine Icosahedra
- 1999 – The Beauty of Geometry: Twelve Essays ISBN 0-486-40919-8

## Naar Coxeter genoemd
- Coxeter-groep
  - Coxeter-getal
- Coxeter-Dynkin-diagram
- Todd-Coxeter-algoritme